# یامانا سوکه‌تویو
یامانا سوکه‌تویو (به ژاپنی: 山名祐豊); سامورایی، دایمیو اهل ژاپن در اواخر دوره سنگوکو بود. وی فرماندار ولایت تاجیما بود. پسر وی یامانا آکیهیرو نام داشت.